# Fusafjorden
Fusafjorden es un fiordo en la provincia de Hordaland, Noruega. Mide 13 km de largo e inicia en la localidad de Osøyro, en el límite norte del Bjørnafjorden. El fiordo se divide en 3 ramificaciones a la altura de Bogøya.  Estos son Samnangerfjorden, Ådlandsfjorden y Eikelandsfjorden.